# Madison Ivy
Madison Ivy (* 14. června 1989, Mnichov, Německo) je americká pornoherečka s umělými prsy velikosti 32E. Madison začala s pornem v roce 2008, předtím se živila jako hosteska v baru.